# Neolimnophila alticola
Neolimnophila alticola är en tvåvingeart som beskrevs av Alexander 1929. Neolimnophila alticola ingår i släktet Neolimnophila och familjen småharkrankar.
Artens utbredningsområde är Taiwan. Inga underarter finns listade i Catalogue of Life.